# La Femme, quelle chose merveilleuse !
Pour plus de détails, voir Fiche technique et Distribution.
La Femme, quelle chose merveilleuse ! (La donna è una cosa meravigliosa) est une comédie franco-italienne à deux sketches réalisée par Mauro Bolognini et sortie à la Mostra de Venise 1964, puis en mars 1966 dans les salles italiennes.
Le film est divisé en deux sketches : La balena bianca et Una donna dolce, dolce. Les deux interludes animés Il mondo è delle donne et Amore sono opera sont respectivement l'œuvre des dessinateurs Pino Zac et Yōji Kuri.

## Fiche technique
- Titre français : La Femme, quelle chose merveilleuse ![1]
- Titre original : La donna è una cosa meravigliosa[2],[3],[4]
- Réalisation : Mauro Bolognini
- Scénario : Goffredo Parise, Leonardo Benvenuti, Piero De Bernardi, Tonino Guerra, Giorgio Salvioni
- Photographie : Gianni Di Venanzo, Otello Martelli
- Montage : Nino Baragli, Franco Arcalli
- Musique : Carlo Rustichelli, Piero Piccioni
- Décors : Luigi Scaccianoce (it)
- Costumes : Danilo Donati, Piero Tosi
- Production : Moris Ergas
- Société de production : Zebra Film (Rome), Aera Film (Paris)
- Pays de production :  Italie -  France
- Langue originale : italien
- Format : Noir et blanc et couleurs - Son mono - 16 mm
- Genre : comédie à sketches
- Durée : 92 minutes
- Dates de sortie : 
  - Italie : 10 septembre 1964 (Mostra de Venise 1964) ; 12 mars 1966 (Milan et Rome) ; 31 mai 1966 (Turin)

## Distribution
Segment La balena bianca
- Giampiera Colombo : Miriam
- Arnoldo Fabrizio : Eros
- Carmen Najarro : Luciana

Segment Una donna dolce, dolce
- Sandra Milo : Rossella Minardi
- Vittorio Caprioli : Eng. Carlo Minardi
- Eddra Gale : La mère de Rossella
- Beba Loncar : Laura
- Angela Minervini :
- Nany Colombo :
- Paula Goodridge :
- Poldo Bendandi : Poldo, le délinquant
- Quinto Parmeggiani : Quinto
- Tinto Brass : Mario